# グルパマ・FDJ
グルパマ・FDJ（ぐるぱま・エフ・デ・ジ）は、フランスに籍を置く、自転車競技、ロードレースチーム。UCIワールドチームの一つである。チーム結成は1997年。旧名はフランセーズ・デ・ジュー(Française des Jeux)で、チーム名が長かったこともあり略称の「エフデジ」ないしはUCIコードの『FDJ』で呼ばれることが多かったが、2010年夏からはその略称を正式なチーム名とし、2018年に現名称となってからはUCIコードが『GFC』に変更されている。

## 概要
フランスに本拠地を置く。チーム監督はフランス人のマルク・マディオ。チーム名は、メインスポンサーであるフランセーズ・デ・ジュー（仏宝くじ会社）に由来する。チームのトレードマークは四つ葉のクローバー。
2010年シーズンまでUCIプロチーム承認チームであり、2011年シーズンよりプロフェッショナルコンチネンタルチームに格下げされたものの、2012年シーズンよりUCIプロチームに復帰した。なお、2012年シーズンより、フランスでホームセンターを手がけ、自身も自転車チームの運営実績があるビッグマット(BigMatt)がセカンドスポンサーにつくことが決まり、FDJ・ビッグマットとして活動した。
2018年3月より、保険会社のグルパマが共同スポンサーに加わり、チーム名はグルパマ・FDJ (Groupama-FDJ)となった。

## 主な戦績

### 1997年
- パリ〜ルーベ 優勝　フレデリック・ゲドン
- クラシカ・サンセバスティアン 優勝　ダヴィデ・レベッリン
- チューリッヒ選手権 優勝　ダヴィデ・レベッリン
- ツール・ド・フランス　区間優勝　クリストフ・マンガン

### 2000年
- ジロ・デ・イタリア　区間優勝　ファブリツィオ・ギディ

### 2002年
- ツール・ド・フランス　区間優勝　ブラッドリー・マギー
- トラックレース世界選手権　優勝　ブラッドリー・マギー（個人追抜）、優勝　フランク・ペルク（マディソン）

### 2003年
- ツール・ド・フランス　区間優勝　ブラッドリー・マギー、バーデン・クック
- トラックレース世界選手権　個人追抜 優勝　ブラッドリー・ウィギンス

### 2004年
- ジロ・デ・イタリア　区間優勝　ブラッドリー・マギー
- アテネオリンピック　団体追抜 優勝　ブラッドリー・マギー

### 2006年
- パリ〜ツール 優勝　フレデリック・ゲドン

### 2007年
- ツール・ド・フランス　区間優勝　サンディ・カザール

### 2009年
- ツール・ド・フランス　区間優勝　サンディ・カザール
- ブエルタ・ア・エスパーニャ　区間優勝　アントニー・ルー

### 2010年
- ツール・ド・フランス　区間優勝　サンディ・カザール
- ブエルタ・ア・エスパーニャ　区間優勝　ヤウヘン・フタロヴィチュ

### 2011年
- ロードレース世界選手権・U23部門　優勝　アルノー・デマル

### 2012年
- クリテリウム・ドュ・ドフィネ　区間優勝　アルテュル・ヴィショ（第5ステージ）
- ベラルーシ選手権　優勝　ヤウヘニ・フタロヴィッチ（ロードレース）
- フランス選手権　優勝　ナセル・ブアニ（ロードレース）
- ツール・ド・フランス　区間優勝　ティボー・ピノ（第8ステージ）、ピエリック・フェドリゴ（第15ステージ）
- ヴァッテンフォール・サイクラシックス 優勝　アルノー・デマル

### 2013年
- パリ～ニース　区間優勝　ナセル・ブアニ（第1ステージ）
- ツール・ド・スイス 区間優勝　アルノー・デマル(第4ステージ)
- エネコ・ツアー 　区間優勝　アルノー・デマル(第2ステージ)
- フランス選手権　優勝　アルテュル・ヴィショ（ロードレース）
- フィンランド選手権　優勝　ユシ・ヴァイカネン（ロードレース）
- ブエルタ・ア・エスパーニャ　区間優勝　アレクサンドル・ジュニエ（第15ステージ）、ケニー・エリソンド（第20ステージ）
- ツアー・オブ・北京　区間優勝　ナセル・ブアニ（第2,3ステージ）

### 2014年
- パリ～ニース　区間優勝　ナセル・ブアニ（第1ステージ）、アルテュル・ヴィショ（第8ステージ）
- ジロ・デ・イタリア　区間優勝　ナセル・ブアニ（第4,7,10ステージ）
- エネコ・ツアー　区間優勝　ナセル・ブアニ（第4ステージ）
- フランス選手権　優勝　アルノー・デマル（ロードレース）
- フィンランド選手権　優勝　ユシ・ヴァイカネン（ロードレース）
- ブエルタ・ア・エスパーニャ　区間優勝　ナセル・ブアニ（第2,8ステージ）

### 2015年
- ツール・ド・ロマンディ  ヤングライダー賞　ティボー・ピノ（第5ステージ優勝）
- ツール・ド・スイス 区間優勝　ティボー・ピノ（第5ステージ）
- ツール・ド・フランス 区間優勝　ティボー・ピノ（第20ステージ）
- エネコ・ツアー　区間優勝　ヨアン・レボン（第5ステージ）

### 2016年
- パリ～ニース　区間優勝　アルノー・デマル（第1ステージ）
- ミラノ～サンレモ　優勝　アルノー・デマル
- ツール・ド・ロマンディ 区間優勝　ティボー・ピノ（第3ステージ・個人タイムトライアル）
- クリテリウム・デュ・ドフィネ 区間優勝　ティボー・ピノ（第6ステージ）
- フランス選手権　優勝　ティボー・ピノ（個人タイムトライアル）、アルテュル・ヴィショ（ロードレース）
- リトアニア選手権　優勝　イグナタス・コノヴァロヴァス（個人タイムトライアル）
- ブエルタ・ア・エスパーニャ　区間優勝　アレクサンドル・ジュニエ（第3ステージ）
- ツール・ド・ラブニール　総合優勝　ダヴィド・ゴデュ（第6ステージ優勝）

### 2017年
- パリ～ニース　区間優勝　アルノー・デマル（第1ステージ）
- ボルタ・シクリスタ・ア・カタルーニャ　区間優勝　ダヴィデ・チモライ（第1ステージ）
- ジロ・デ・イタリア　区間優勝　ティボー・ピノ（第20ステージ）
- クリテリウム・デュ・ドーフィネ　ポイント賞　アルノー・デマル（第2ステージ優勝）
- スウェーデン選手権　優勝　トビアス・ルドヴィグソン（個人タイムトライアル）
- リトアニア選手権　優勝　イグナタス・コノヴァロヴァス（ロードレース、個人タイムトライアル）
- フランス選手権　優勝　アルノー・デマル（ロードレース）
- ツール・ド・フランス　区間優勝　アルノー・デマル（第4ステージ）

### 2018年
- パリ～ニース　区間優勝　アルノー・デマル（第1ステージ）、ルディ・モラール（第6ステージ）
- ツール・ド・スイス　区間優勝　アルノー・デマル（第8ステージ）
- スウェーデン選手権　優勝　トビアス・ルドヴィグソン（個人タイムトライアル）
- カナダ選手権　優勝　アントワーヌ・デュシェーヌ（ロードレース）
- オーストリア選手権　優勝　ゲオルク・プライドラー（個人タイムトライアル）
- フランス選手権　優勝　アントニー・ルー（ロードレース）
- スイス選手権　優勝　スティーヴ・モラビート（ロードレース）
- ツール・ド・フランス　区間優勝　アルノー・デマル（第18ステージ）
- ツール・ド・ポローニュ　区間優勝　ゲオルク・プライドラー（第6ステージ）
- ブエルタ・ア・エスパーニャ　区間優勝　ティボー・ピノ（第15,19ステージ)
- イル・ロンバルディア　優勝　ティボー・ピノ

### 2019年
- UAEツアー　 ヤングライダー賞　ダヴィド・ゴデュ
- ツール・ド・ロマンディ
  -  ヤングライダー賞　ダヴィド・ゴデュ（第3ステージ優勝）
  - 区間優勝 シュテファン・キュング（第2ステージ）
- ジロ・デ・イタリア 区間優勝 アルノー・デマル (第10ステージ優勝)
- ツール・ド・フランス　区間優勝 ティボー・ピノ（第14ステージ）

### 2020年
- ジロ・デ・イタリア　 ポイント賞　アルノー・デマール (第4,6,7,11ステージ優勝)
- ブエルタ・ア・エスパーニャ　区間優勝　ダヴィド・ゴデュ（第11,18ステージ)

### 2021年
- イツリア・バスク・カントリー 区間優勝 ダヴィド・ゴデュ（第6ステージ）
- ツール・ド・スイス 区間優勝 シュテファン・キュング（第1ステージ・個人タイムトライアル）
- スイス選手権 優勝 シュテファン・キュング（個人タイムトライアル）
- フランス選手権 優勝 バンジャマン・トマ（英語版）（個人タイムトライアル）
- ルクセンブルク選手権 優勝 ケヴィン・ゲニッツ（フランス語版）（ロードレース、個人タイムトライアル）
- リトアニア選手権 優勝 イグナタス・コノヴァロヴァス（ロードレース）
- ヨーロッパ選手権  優勝 シュテファン・キュング（個人タイムトライアル）

## 2022年陣容
2022年6月27日更新
| 選手名                       | 国籍           | 生年月日               | 前年所属チーム                           |
| ---------------------------- | -------------- | ---------------------- | ---------------------------------------- |
| ブルーノ・アルミライル       | フランス       | 1994年4月11日（31歳）  |                                          |
| ルイス・アスキー             | イギリス       | 2001年5月4日（24歳）   | Groupama–FDJ Continental Team            |
| マッテオ・バディラッティ     | スイス         | 1992年7月30日（33歳）  |                                          |
| クレモン・ダヴィ             | フランス       | 1998年7月17日（27歳）  |                                          |
| アルノー・デマール           | フランス       | 1991年8月26日（33歳）  |                                          |
| アントワーヌ・デュシェーヌ   | カナダ         | 1991年9月12日（33歳）  |                                          |
| ダヴィド・ゴデュ             | フランス       | 1996年10月10日（28歳） |                                          |
| ケヴィン・ゲニッツ           | ルクセンブルク | 1997年1月9日（28歳）   |                                          |
| ヤコボ・グアルニエーリ       | イタリア       | 1987年8月14日（38歳）  |                                          |
| イグナタス・コノヴァロヴァス | リトアニア     | 1985年12月8日（39歳）  |                                          |
| シュテファン・キュング       | フランス       | 1993年11月16日（31歳） |                                          |
| マチュー・ラダニュ           | フランス       | 1984年12月12日（40歳） |                                          |
| オリヴィエ・ルガック         | フランス       | 1993年8月27日（31歳）  |                                          |
| ファビアン・リーンハルト     | スイス         | 1993年9月3日（31歳）   |                                          |
| トビアス・ルドヴィグソン     | スウェーデン   | 1991年2月22日（34歳）  |                                          |
| ヴァランタン・マデュアス     | フランス       | 1996年7月12日（29歳）  |                                          |
| ルディ・モラール             | フランス       | 1989年9月17日（35歳）  |                                          |
| カンタン・パシェ             | フランス       | 1992年1月6日（33歳）   | B&B Hotels p/b KTM                       |
| ポール・ペノエ (8/1から)     | フランス       | 2001年12月28日（23歳） | Groupama–FDJ Continental Team (7/31まで) |
| ティボー・ピノ               | フランス       | 1990年5月29日（35歳）  |                                          |
| セバスチャン・ライヘンバッハ | スイス         | 1989年5月28日（36歳）  |                                          |
| アントニー・ルー             | フランス       | 1987年4月18日（38歳）  |                                          |
| マイルズ・スコットソン       | オーストラリア | 1994年7月18日（31歳）  |                                          |
| ラモン・シンケルダム         | オランダ       | 1989年2月9日（36歳）   |                                          |
| ジェイク・スチュワート       | イギリス       | 1999年10月2日（25歳）  |                                          |
| マイケル・ストーラー         | オーストラリア | 1997年2月28日（28歳）  | チームDSM                                |
| アッティラ・ヴァルタ         | ハンガリー     | 1998年6月12日（27歳）  |                                          |
| ラース・ファンデンベルフ     | オランダ       | 1998年7月7日（27歳）   |                                          |
| ブラム・ウェルテン           | オランダ       | 1997年3月29日（28歳）  | アルケア・サムシック                     |

## 歴代陣容
| 2021年陣容                   | 2021年陣容     | 2021年陣容             | 2021年陣容                           |
| 選手名                       | 国籍           | 生年月日               | 前年所属チーム                       |
| ---------------------------- | -------------- | ---------------------- | ------------------------------------ |
| ブルーノ・アルミライル       | フランス       | 1994年4月11日（31歳）  |                                      |
| マッテオ・バディラッティ     | スイス         | 1992年7月30日（33歳）  | イスラエル・スタートアップネイション |
| ウィリアム・ボネ             | フランス       | 1982年6月25日（43歳）  |                                      |
| アレクシス・ブルネル         | フランス       | 1998年10月10日（26歳） |                                      |
| クレモン・ダヴィ             | フランス       | 1998年7月17日（27歳）  |                                      |
| ミカエル・ドゥラージュ       | フランス       | 1985年8月6日（40歳）   |                                      |
| アルノー・デマール           | フランス       | 1991年8月26日（33歳）  |                                      |
| アントワーヌ・デュシェーヌ   | カナダ         | 1991年9月12日（33歳）  |                                      |
| ダヴィド・ゴデュ             | フランス       | 1996年10月10日（28歳） |                                      |
| ケヴィン・ゲニッツ           | ルクセンブルク | 1997年1月9日（28歳）   |                                      |
| ヤコボ・グアルニエーリ       | イタリア       | 1987年8月14日（38歳）  |                                      |
| シモン・グリエルミ           | フランス       | 1997年7月1日（28歳）   |                                      |
| イグナタス・コノヴァロヴァス | リトアニア     | 1985年12月8日（39歳）  |                                      |
| シュテファン・キュング       | フランス       | 1993年11月16日（31歳） |                                      |
| マチュー・ラダニュ           | フランス       | 1984年12月12日（40歳） |                                      |
| オリヴィエ・ルガック         | フランス       | 1993年8月27日（31歳）  |                                      |
| ファビアン・リーンハルト     | スイス         | 1993年9月3日（31歳）   |                                      |
| トビアス・ルドヴィグソン     | スウェーデン   | 1991年2月22日（34歳）  |                                      |
| ヴァランタン・マデュアス     | フランス       | 1996年7月12日（29歳）  |                                      |
| ルディ・モラール             | フランス       | 1989年9月17日（35歳）  |                                      |
| ティボー・ピノ               | フランス       | 1990年5月29日（35歳）  |                                      |
| セバスチャン・ライヘンバッハ | スイス         | 1989年5月28日（36歳）  |                                      |
| アントニー・ルー             | フランス       | 1987年4月18日（38歳）  |                                      |
| マイルズ・スコットソン       | フランス       | 1994年7月18日（31歳）  |                                      |
| ロマン・シーグル             | フランス       | 1994年10月11日（30歳） |                                      |
| ラモン・シンケルダム         | オランダ       | 1989年2月9日（36歳）   |                                      |
| ジェイク・スチュワート       | イギリス       | 1999年10月2日（25歳）  |                                      |
| バンジャマン・トマ           | フランス       | 1995年9月12日（29歳）  |                                      |
| アッティラ・ヴァルタ         | ハンガリー     | 1998年6月12日（27歳）  | CCCチーム                            |
| ラース・ファンデンベルフ     | オランダ       | 1998年7月7日（27歳）   | Groupama–FDJ Continental Team        |

| 2020年陣容                     | 2020年陣容     | 2020年陣容             | 2020年陣容                                |
| 選手名                         | 国籍           | 生年月日               | 前年所属チーム                            |
| ------------------------------ | -------------- | ---------------------- | ----------------------------------------- |
| ブルーノ・アルミライル         | フランス       | 1994年4月11日（31歳）  |                                           |
| ウィリアム・ボネ               | フランス       | 1982年6月25日（43歳）  |                                           |
| アレクシス・ブルネル           | フランス       | 1998年10月10日（26歳） |                                           |
| クレメント・デイビー (8/1から) | フランス       | 1998年7月17日（27歳）  | Équipe cycliste continentale Groupama-FDJ |
| ミカエル・ドゥラージュ         | フランス       | 1985年8月6日（40歳）   |                                           |
| アルノー・デマール             | フランス       | 1991年8月26日（33歳）  |                                           |
| アントワーヌ・デュシェーヌ     | カナダ         | 1991年9月12日（33歳）  |                                           |
| キリアン・フランキニー         | スイス         | 1994年1月26日（31歳）  |                                           |
| ダヴィド・ゴデュ               | フランス       | 1996年10月10日（28歳） |                                           |
| ケヴィン・ゲニッツ             | ルクセンブルク | 1997年1月9日（28歳）   |                                           |
| ジャコポ・グアルニエーリ       | イタリア       | 1987年8月14日（38歳）  |                                           |
| シモン・グリエルミ             | フランス       | 1997年7月1日（28歳）   | Groupama–FDJ Continental Team             |
| イグナタス・コノヴァロヴァス   | リトアニア     | 1985年12月8日（39歳）  |                                           |
| シュテファン・キュング         | フランス       | 1993年11月16日（31歳） |                                           |
| マチュー・ラダニュ             | フランス       | 1984年12月12日（40歳） |                                           |
| オリヴィエ・ルガック           | フランス       | 1993年8月27日（31歳）  |                                           |
| ファビアン・リーンハルト       | スイス         | 1993年9月3日（31歳）   | IAM–Excelsior                             |
| トビアス・ルドヴィグソン       | スウェーデン   | 1991年2月22日（34歳）  |                                           |
| ヴァランタン・マデュアス       | フランス       | 1996年7月12日（29歳）  |                                           |
| ルディ・モラール               | フランス       | 1989年9月17日（35歳）  |                                           |
| ティボー・ピノ                 | フランス       | 1990年5月29日（35歳）  |                                           |
| セバスチャン・ライヘンバッハ   | スイス         | 1989年5月28日（36歳）  |                                           |
| アントニー・ルー               | フランス       | 1987年4月18日（38歳）  |                                           |
| マルク・サロー                 | フランス       | 1993年6月10日（32歳）  |                                           |
| マイルズ・スコットソン         | フランス       | 1994年7月18日（31歳）  |                                           |
| ロマン・シーグル               | フランス       | 1994年10月11日（30歳） |                                           |
| ラモン・シンケルダム           | オランダ       | 1989年2月9日（36歳）   |                                           |
| バンジャマン・トマ             | フランス       | 1995年9月12日（29歳）  |                                           |
| レオ・ヴァンサン               | フランス       | 1995年11月6日（29歳）  |                                           |

| 2019年陣容                   | 2019年陣容     | 2019年陣容             | 2019年陣容                       |
| 選手名                       | 国籍           | 生年月日               | 前年所属チーム                   |
| ---------------------------- | -------------- | ---------------------- | -------------------------------- |
| ブルーノ・アルミライル       | フランス       | 1994年4月11日（31歳）  |                                  |
| ウィリアム・ボネ             | フランス       | 1982年6月25日（43歳）  |                                  |
| ミカエル・ドラージュ         | フランス       | 1985年8月6日（40歳）   |                                  |
| アルノー・デマル             | フランス       | 1991年8月26日（33歳）  |                                  |
| アントワーヌ・デュシェーヌ   | カナダ         | 1991年9月12日（33歳）  |                                  |
| キリアン・フランキニー       | スイス         | 1994年1月26日（31歳）  | BMC・レーシング                  |
| ダヴィド・ゴデュ             | フランス       | 1996年10月10日（28歳） |                                  |
| Kevin Geniets                | ルクセンブルク | 1997年1月9日（28歳）   | Equipe continentale Groupama-FDJ |
| ヤコポ・グアルニエーリ       | イタリア       | 1987年8月14日（38歳）  |                                  |
| ダニエル・ホーエルゴール     | ノルウェー     | 1993年7月1日（32歳）   |                                  |
| イグナタス・コノヴァロヴァス | リトアニア     | 1985年12月8日（39歳）  |                                  |
| シュテファン・キュング       | フランス       | 1993年11月16日（31歳） | BMC・レーシング                  |
| マテュー・ラダニュー         | フランス       | 1984年12月12日（40歳） |                                  |
| オリヴィエ・ルガック         | フランス       | 1993年8月27日（31歳）  |                                  |
| トビアス・ルドヴィグソン     | スウェーデン   | 1991年2月22日（34歳）  |                                  |
| ヴァレンティン・マドゥアス   | フランス       | 1996年7月12日（29歳）  |                                  |
| ルディ・モラール             | フランス       | 1989年9月17日（35歳）  |                                  |
| スティーヴ・モラビート       | スイス         | 1983年1月30日（42歳）  |                                  |
| ティボー・ピノ               | フランス       | 1990年5月29日（35歳）  |                                  |
| ゲオルク・プライドラー       | オーストリア   | 1990年6月17日（35歳）  |                                  |
| セバスチャン・ライヘンバッハ | スイス         | 1989年5月28日（36歳）  |                                  |
| アントニー・ルー             | フランス       | 1987年4月18日（38歳）  |                                  |
| マルク・サロー               | フランス       | 1993年6月10日（32歳）  |                                  |
| マイルズ・スコットソン       | フランス       | 1994年7月18日（31歳）  | BMC・レーシング                  |
| ロメン・シーグル             | フランス       | 1994年10月11日（30歳） |                                  |
| ラモン・シンケルダム         | オランダ       | 1989年2月9日（36歳）   |                                  |
| バンジャマン・トマ           | フランス       | 1995年9月12日（29歳）  |                                  |
| ブノワ・ヴォグルナール       | フランス       | 1982年1月5日（43歳）   |                                  |
| レオ・ヴァンサン             | フランス       | 1995年11月6日（29歳）  |                                  |

| 2018年陣容                   | 2018年陣容   | 2018年陣容             | 2018年陣容             |
| 選手名                       | 国籍         | 生年月日               | 前年所属チーム         |
| ---------------------------- | ------------ | ---------------------- | ---------------------- |
| ブルーノ・アルミライル       | フランス     | 1994年4月11日（31歳）  | オクシタンCF           |
| ウィリアム・ボネ             | フランス     | 1982年6月25日（43歳）  |                        |
| ダヴィデ・チモライ           | イタリア     | 1989年8月13日（36歳）  |                        |
| ミカエル・ドラージュ         | フランス     | 1985年8月6日（40歳）   |                        |
| アルノー・デマル             | フランス     | 1991年8月26日（33歳）  |                        |
| アントワーヌ・デュシェーヌ   | カナダ       | 1991年9月12日（33歳）  | ディレクト・エネルジー |
| ダヴィド・ゴデュ             | フランス     | 1996年10月10日（28歳） |                        |
| ヤコポ・グアルニエーリ       | イタリア     | 1987年8月14日（38歳）  |                        |
| ダニエル・ホーエルゴール     | ノルウェー   | 1993年7月1日（32歳）   |                        |
| イグナタス・コノヴァロヴァス | リトアニア   | 1985年12月8日（39歳）  |                        |
| マテュー・ラダニュー         | フランス     | 1984年12月12日（40歳） |                        |
| オリヴィエ・ルガック         | フランス     | 1993年8月27日（31歳）  |                        |
| トビアス・ルドヴィグソン     | スウェーデン | 1991年2月22日（34歳）  |                        |
| ヴァレンティン・マドゥアス   | フランス     | 1996年7月12日（29歳）  |                        |
| ルディ・モラール             | フランス     | 1989年9月17日（35歳）  |                        |
| スティーヴ・モラビート       | スイス       | 1983年1月30日（42歳）  |                        |
| ティボー・ピノ               | フランス     | 1990年5月29日（35歳）  |                        |
| ゲオルク・プライドラー       | オーストリア | 1990年6月17日（35歳）  | チーム・サンウェブ     |
| セバスチャン・ライヘンバッハ | スイス       | 1989年5月28日（36歳）  |                        |
| アントニー・ルー             | フランス     | 1987年4月18日（38歳）  |                        |
| ジェレミ・ロワイ             | フランス     | 1983年6月22日（42歳）  |                        |
| マルク・サロー               | フランス     | 1993年6月10日（32歳）  |                        |
| ロメン・シーグル             | フランス     | 1994年10月11日（30歳） | CCエトゥプ             |
| ラモン・シンケルダム         | オランダ     | 1989年2月9日（36歳）   | チーム・サンウェブ     |
| バンジャマン・トマ           | フランス     | 1995年9月12日（29歳）  | アーミー・ド・テレ     |
| ブノワ・ヴォグルナール       | フランス     | 1982年1月5日（43歳）   |                        |
| アルテュル・ヴィショ         | フランス     | 1988年11月26日（36歳） |                        |
| レオ・ヴァンサン             | フランス     | 1995年11月6日（29歳）  |                        |

| 2017年陣容                         | 2017年陣容   | 2017年陣容             | 2017年陣容               | 2017年陣容                            |
| 選手名                             | 国籍         | 生年月日               | 前年所属チーム           | 翌年所属チーム                        |
| ---------------------------------- | ------------ | ---------------------- | ------------------------ | ------------------------------------- |
| ウィリアム・ボネ                   | フランス     | 1982年6月25日（43歳）  |                          |                                       |
| ダヴィデ・チモライ                 | イタリア     | 1989年8月13日（36歳）  | ランプレ・メリダ         |                                       |
| アルノー・クールテイユ             | フランス     | 1989年3月13日（36歳）  |                          | ヴィタルコンセプト サイクリングクラブ |
| ミカエル・ドラージュ               | フランス     | 1985年8月6日（40歳）   |                          |                                       |
| アルノー・デマル                   | フランス     | 1991年8月26日（33歳）  |                          |                                       |
| オッド・クリスティアン・エイキング | ノルウェー   | 1994年12月28日（30歳） |                          | ワンティ・グループゴベール            |
| マルク・フルニエ                   | フランス     | 1994年11月12日（30歳） |                          | ヴィタルコンセプト サイクリングクラブ |
| ダヴィド・ゴデュ                   | フランス     | 1996年10月10日（28歳） |                          |                                       |
| ヤコポ・グアルニエーリ             | イタリア     | 1987年8月14日（38歳）  | チーム・カチューシャ     |                                       |
| ダニエル・ホーエルゴール           | ノルウェー   | 1993年7月1日（32歳）   |                          |                                       |
| イグナタス・コノヴァロヴァス       | リトアニア   | 1985年12月8日（39歳）  |                          |                                       |
| マテュー・ラダニュー               | フランス     | 1984年12月12日（40歳） |                          |                                       |
| ジョアン・ルボン                   | フランス     | 1990年10月3日（34歳）  |                          | ヴィタルコンセプト サイクリングクラブ |
| オリヴィエ・ルガック               | フランス     | 1993年8月27日（31歳）  |                          |                                       |
| トビアス・ルドヴィグソン           | スウェーデン | 1991年2月22日（34歳）  | ジャイアント・アルペシン |                                       |
| ヴァレンティン・マドゥアス         | フランス     | 1996年7月12日（29歳）  | 8/1からトレーニー        |                                       |
| ジェレミー・メゾン                 | フランス     | 1993年7月21日（32歳）  |                          | フォルテュネオ・サムシック            |
| ロレンゾ・マンザン                 | フランス     | 1994年7月26日（31歳）  |                          | ヴィタルコンセプト サイクリングクラブ |
| ルディ・モラール                   | フランス     | 1989年9月17日（35歳）  | コフィディス             |                                       |
| スティーヴ・モラビート             | スイス       | 1983年1月30日（42歳）  |                          |                                       |
| セドリック・ピノー                 | フランス     | 1985年5月8日（40歳）   |                          | 引退                                  |
| ティボー・ピノ                     | フランス     | 1990年5月29日（35歳）  |                          |                                       |
| セバスチャン・ライヘンバッハ       | スイス       | 1989年5月28日（36歳）  |                          |                                       |
| ケヴィン・レザ                     | フランス     | 1988年5月18日（37歳）  |                          | ヴィタルコンセプト サイクリングクラブ |
| アントニー・ルー                   | フランス     | 1987年4月18日（38歳）  |                          |                                       |
| ジェレミ・ロワイ                   | フランス     | 1983年6月22日（42歳）  |                          |                                       |
| マルク・サロー                     | フランス     | 1993年6月10日（32歳）  |                          |                                       |
| ブノワ・ヴォグルナール             | フランス     | 1982年1月5日（43歳）   |                          |                                       |
| アルテュル・ヴィショ               | フランス     | 1988年11月26日（36歳） |                          |                                       |
| レオ・ヴァンサン                   | フランス     | 1995年11月6日（29歳）  |                          |                                       |

| 2016年陣容                       | 2016年陣容 | 2016年陣容             | 2016年陣容                                 | 2016年陣容                         |
| 選手名                           | 国籍       | 生年月日               | 前年所属チーム                             | 翌年所属チーム                     |
| -------------------------------- | ---------- | ---------------------- | ------------------------------------------ | ---------------------------------- |
| ウィリアム・ボネ                 | フランス   | 1982年6月25日（43歳）  |                                            |                                    |
| セバスティアン・シャヴァネル     | フランス   | 1983年3月21日（42歳）  |                                            | 引退                               |
| アルノー・クールテイユ           | フランス   | 1989年3月13日（36歳）  |                                            |                                    |
| ミカエル・ドラージュ             | フランス   | 1985年8月6日（40歳）   |                                            |                                    |
| アルノー・デマル                 | フランス   | 1991年8月26日（33歳）  |                                            |                                    |
| オッドクリスティアン・エイキング | ノルウェー | 1994年12月28日（30歳） | チーム ヨーケル                            |                                    |
| ケニー・エリソンド               | フランス   | 1991年7月22日（34歳）  |                                            | チーム・スカイ                     |
| ムリロ・フィスシャー             | ブラジル   | 1979年6月19日（46歳）  |                                            | 引退                               |
| マルク・フォルニエ               | フランス   | 1994年11月12日（30歳） | シクロクラブ・デ・ノージャンシュルオワーズ |                                    |
| ダヴィド・ゴデュ                 | フランス   | 1996年10月10日（28歳） | 8/1よりトレーニー                          |                                    |
| アレクサンドル・ジュニエ         | フランス   | 1988年4月16日（37歳）  |                                            | AG2R・ラ・モンディアル             |
| ダニエル・ホーエルゴール         | ノルウェー | 1993年7月1日（32歳）   | チーム ヨーケル                            |                                    |
| イグナタス・コノヴァロヴァス     | リトアニア | 1985年12月8日（39歳）  | チーム マルセイユ13・KTM                   |                                    |
| マテュー・ラダニュー             | フランス   | 1984年12月12日（40歳） |                                            |                                    |
| ヨアン・レボン                   | フランス   | 1990年10月3日（34歳）  |                                            |                                    |
| オリヴィエ・ルガック             | フランス   | 1993年8月27日（31歳）  |                                            |                                    |
| ピエールアンリ・ルキュイジニエ   | フランス   | 1993年6月30日（32歳）  |                                            | 未定                               |
| ジェレミー・メゾン               | フランス   | 1993年7月21日（32歳）  | クラブシクリスト エチュープ                |                                    |
| ロレンゾ・マンザン               | フランス   | 1994年7月26日（31歳）  |                                            |                                    |
| スティーヴ・モラビート           | スイス     | 1983年1月30日（42歳）  |                                            |                                    |
| ヨアン・オフレド                 | フランス   | 1986年11月12日（38歳） |                                            | ワンティ・グループゴベール         |
| ローラン・ピション               | フランス   | 1986年7月19日（39歳）  |                                            | フォルテュネオ・ヴィタルコンセプト |
| セドリック・ピノー               | フランス   | 1985年5月8日（40歳）   |                                            |                                    |
| ティボー・ピノ                   | フランス   | 1990年5月29日（35歳）  |                                            |                                    |
| セバスチャン・ライヘンバッハ     | スイス     | 1989年5月28日（36歳）  | IAMサイクリング                            |                                    |
| ケヴィン・レザ                   | フランス   | 1988年5月18日（37歳）  |                                            |                                    |
| アントニー・ルー                 | フランス   | 1987年4月18日（38歳）  |                                            |                                    |
| ジェレミ・ロワイ                 | フランス   | 1983年6月22日（42歳）  |                                            |                                    |
| マルク・サロー                   | フランス   | 1993年6月10日（32歳）  |                                            |                                    |
| ブノワ・ヴォグルナール           | フランス   | 1982年1月5日（43歳）   |                                            |                                    |
| アルテュル・ヴィショ             | フランス   | 1988年11月26日（36歳） |                                            |                                    |
| レオ・ヴィンセント               | フランス   | 1995年11月6日（29歳）  | 8/1よりトレーニー                          |                                    |

| 2012年陣容               | 2012年陣容   | 2012年陣容     | 2012年陣容             |
| 選手名                   | 国籍         | 生年月日       | 前年所属チーム         |
| ------------------------ | ------------ | -------------- | ---------------------- |
| ウィリアム・ボネ         | フランス     | 1982年6月25日  |                        |
| ダヴィ・ブシェ           | フランス     | 1980年3月17日  | オメガファーマ・ロット |
| ナセル・ブアニ           | フランス     | 1990年7月25日  |                        |
| サンディ・カザール       | フランス     | 1979年2月2日   |                        |
| ストゥヴ・シェネル       | フランス     | 1983年9月6日   |                        |
| アルノー・クルテユ       | フランス     | 1989年3月13日  |                        |
| ミカエル・ドラージュ     | フランス     | 1985年8月6日   |                        |
| アルノー・デマル         | フランス     | 1991年8月26日  | 新人                   |
| ケニー・エリソンド       | フランス     | 1991年7月22日  | 新人                   |
| ピエリック・フェドリゴ   | フランス     | 1978年11月30日 |                        |
| アルノー・ジェラール     | フランス     | 1984年10月6日  |                        |
| アントニー・ジェラン     | フランス     | 1980年6月9日   |                        |
| フレデリック・ゲドン     | フランス     | 1971年10月14日 |                        |
| ヤウヘニ・フタロヴィッチ | ベラルーシ   | 1983年11月29日 |                        |
| アルノル・ジャヌソン     | フランス     | 1986年1月15日  |                        |
| マテュー・ラダニュー     | フランス     | 1984年12月12日 |                        |
| フランシス・ムレイ       | フランス     | 1980年12月8日  |                        |
| ヨアン・オフルド         | フランス     | 1986年11月12日 |                        |
| レミ・ポリオル           | フランス     | 1982年4月4日   |                        |
| セドリック・ピノー       | フランス     | 1985年5月8日   |                        |
| ティボー・ピノ           | フランス     | 1990年5月29日  |                        |
| ガブリエル・ラッシュ     | ノルウェー   | 1976年4月8日   | ガーミン・セルヴェロ   |
| ドミニク・ロラン         | カナダ       | 1982年10月29日 |                        |
| アントニー・ルー         | フランス     | 1987年4月18日  |                        |
| ジェレミ・ロワイ         | フランス     | 1983年6月22日  |                        |
| ジョフレ・スープ         | フランス     | 1988年3月22日  |                        |
| ブノワ・ヴォグルナール   | フランス     | 1982年1月5日   |                        |
| ユシ・ヴァイカネン       | フィンランド | 1981年3月29日  | オメガファーマ・ロット |
| アルテュル・ヴィショ     | フランス     | 1988年11月26日 |                        |

| 2011年陣容                 | 2011年陣容     | 2011年陣容     | 2011年陣容                  |
| 選手名                     | 国籍           | 生年月日       | 前年所属チーム              |
| -------------------------- | -------------- | -------------- | --------------------------- |
| オリヴィエ・ボネール       | フランス       | 1983年3月2日   |                             |
| ウィリアム・ボネ           | フランス       | 1982年6月25日  | Bbox - ブイグ・テレコム     |
| ナセル・ブアニ             | フランス       | 1990年7月25日  | トレーニーより昇格          |
| サンディ・カザール         | フランス       | 1979年2月2日   |                             |
| ストゥヴ・シェネル         | フランス       | 1983年9月6日   | Bbox - ブイグ・テレコム     |
| アルノー・クルテユ         | フランス       | 1989年3月13日  | トレーニーより昇格          |
| ミカエル・ドラージュ       | フランス       | 1985年8月6日   | オメガ・ファーマ - ロット   |
| ピエリック・フェドリゴ     | フランス       | 1978年11月30日 | Bbox - ブイグ・テレコム     |
| アルノー・ジェラール       | フランス       | 1984年10月6日  |                             |
| アントニー・ジェラン       | フランス       | 1980年6月9日   |                             |
| フレデリック・ゲドン       | フランス       | 1971年10月14日 |                             |
| ヤウヘニ・フタロヴィッチ   | ベラルーシ     | 1983年11月29日 |                             |
| アルノル・ジャヌソン       | フランス       | 1986年1月15日  | ケス・デパーニュ            |
| マテュー・ラダニュー       | フランス       | 1984年12月12日 |                             |
| ヒアンニ・メールスマン     | ベルギー       | 1985年12月5日  |                             |
| フランシス・ムレ           | フランス       | 1980年12月8日  |                             |
| ヨアン・オフルド           | フランス       | 1986年11月12日 |                             |
| レミ・ポリオル             | フランス       | 1982年4月4日   | コフィディス                |
| セドリック・ピノー         | フランス       | 1985年5月8日   | ルーベ - リユ・メトロポール |
| ティボー・ピノ             | フランス       | 1990年5月29日  |                             |
| ドミニク・ロラン           | カナダ         | 1982年10月29日 | サーヴェロ・テストチーム    |
| アントニー・ルー           | フランス       | 1987年4月18日  |                             |
| ジェレミ・ロワイ           | フランス       | 1983年6月22日  |                             |
| ジョフレ・スープ           | フランス       | 1988年3月22日  | 新人                        |
| ウェスリー・ザルツバーガー | オーストラリア | 1986年10月20日 |                             |
| ブノワ・ヴォグルナール     | フランス       | 1982年1月5日   |                             |
| アルテュル・ヴィショー     | フランス       | 1988年11月26日 |                             |